# Ville Jais Nielsen

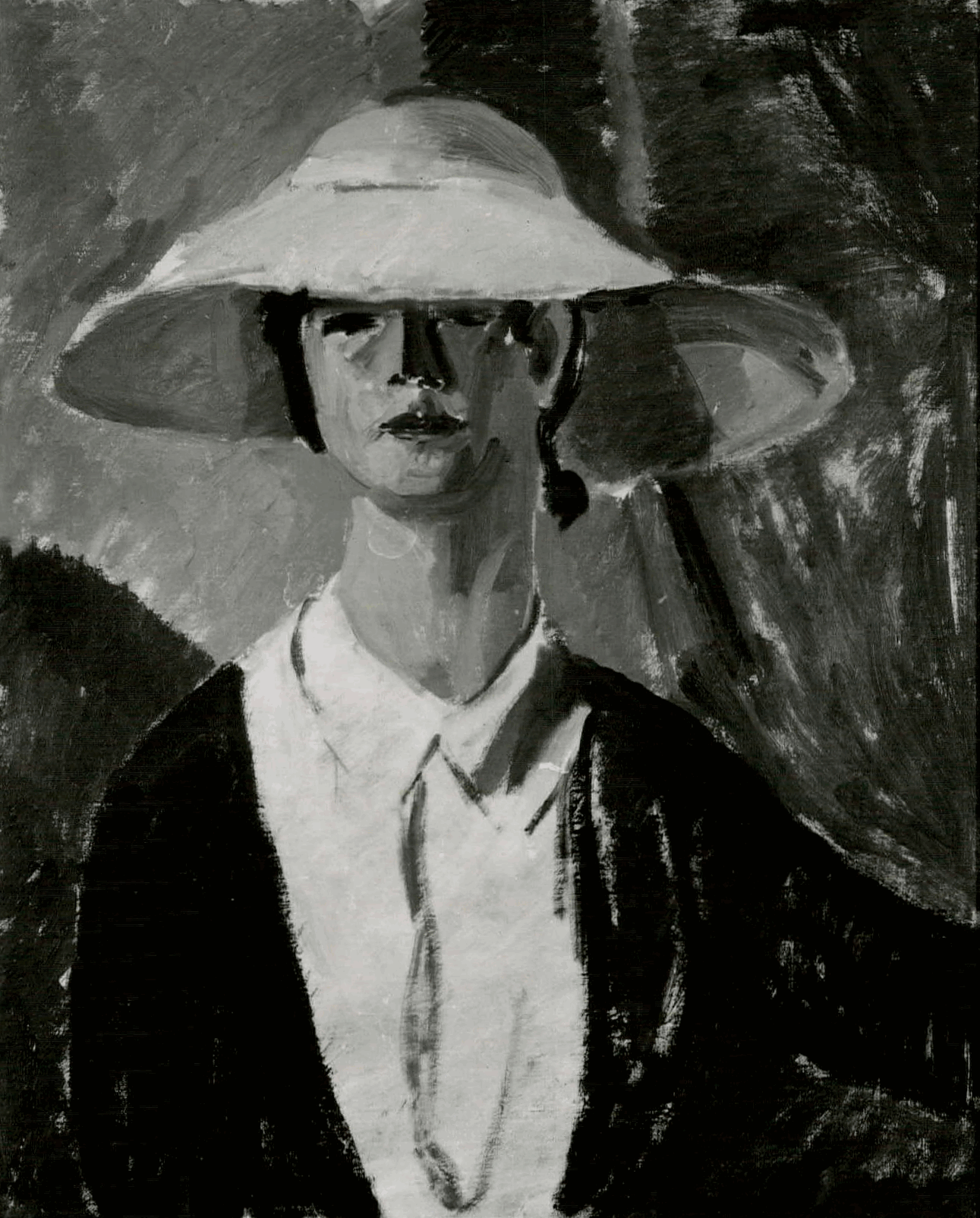
Selbstporträt mit Hut

Ville Jais Nielsen, geb. Oppenheim (* 1. Mai 1886 in Randers, Dänemark; † 7. November 1949 in Gentofte, Dänemark) war eine dänische Malerin. Sie gehörte zu dem Kreis der frühen Modernisten, die sich vor dem Ersten Weltkrieg in Paris mit Kubismus, Fauvismus und anderen Kunstrichtungen der Zeit beschäftigten.

## Leben und Werk
Nielsen war die Tochter des Kaufmanns Carl Oppenheim (1841–1933) und seiner Frau Jeanette Cohn (1855–1924). Im Alter von 19 Jahren begann sie eine künstlerische Ausbildung in Kopenhagen, wo sie von 1905 bis 1907 die Zeichen- und Kunstgewerbeschule für Frauen besuchte. 1909 machte sie eine Lehre bei dem Silberschmied Georg Arthur Jensen und arbeitete von 1910 bis 1912 als Porzellanmalerin bei der Porzellanfabrik Bing & Grøndahl. 1912 zog sie nach Paris und wurde Schülerin des französischen Malers Othon Friesz, wobei dieser Aufenthalt von ihrem älteren Bruder Sophus Oppenheim finanziert wurde. Anschließend kehrte sie nach Kopenhagen zurück, wo sie 1913 Schülerin des damals führenden dänischen Avantgarde-Künstlers Harald Giersing wurde. 1914 wurde sie in Oslo Schülerin des norwegischen Malers Henrik Sørensen.
Am 6. November 1920 heiratete sie den Maler und Keramiker Johannes Knud Ove Jais Nielsen und reiste mit ihm 1920 nach Paris, Holland und Italien, 1925 nach Paris und in die Bretagne, 1931 nach Griechenland und Italien und 1936 nach Spanien.
Von 1943 bis 1945 lebte sie aufgrund ihrer jüdischen Abstammung als Flüchtling in Stockholm, wohin sie nach zwei erfolglosen Versuchen mit Fischerbooten von Gilleleje ankam.  Auf ihrer Flucht musste sie ihren Mann und ihre drei Kinder in Dänemark zurücklassen. In Schweden fand sie viele Freunde in der künstlerischen Elite und widmete sich der künstlerischen Produktion.
Während ihre frühen Gemälde von ihrer Lehrzeit bei Giersing beeinflusst waren, vor allem durch die Verwendung der Farbe Schwarz, sind ihre späteren Bilder heller in der Farbe. Sie fertigte viele Porträts an und erhielt 1947 für das Porträt ihres ältesten Kindes die höchste Auszeichnung für Maler in Dänemark, die Eckersberg-Medaille. Neben Porträts malte sie Innenraumbilder und Landschaften, z. B. von Bornholm. Seit ihrer ersten Ausstellung 1916 auf der Herbstausstellung der Künstler stellte sie im Laufe der Jahre dort regelmäßig aus und war ein häufiger Gast auf der Frühjahrsausstellung in Charlottenborg. Neben Gruppenausstellungen hatte sie zahlreiche Einzelausstellungen sowie mehrere Ausstellungen gemeinsam mit ihrem Mann.
Sie starb 1949 im Alter von 63 Jahren, nur wenige Monate nach ihrer Einzelausstellung in Den Frie Udstilling und einem Aufenthalt in Vence.

## Gemälde (Auswahl)

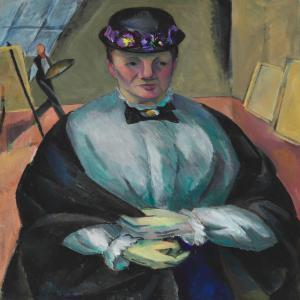
1915
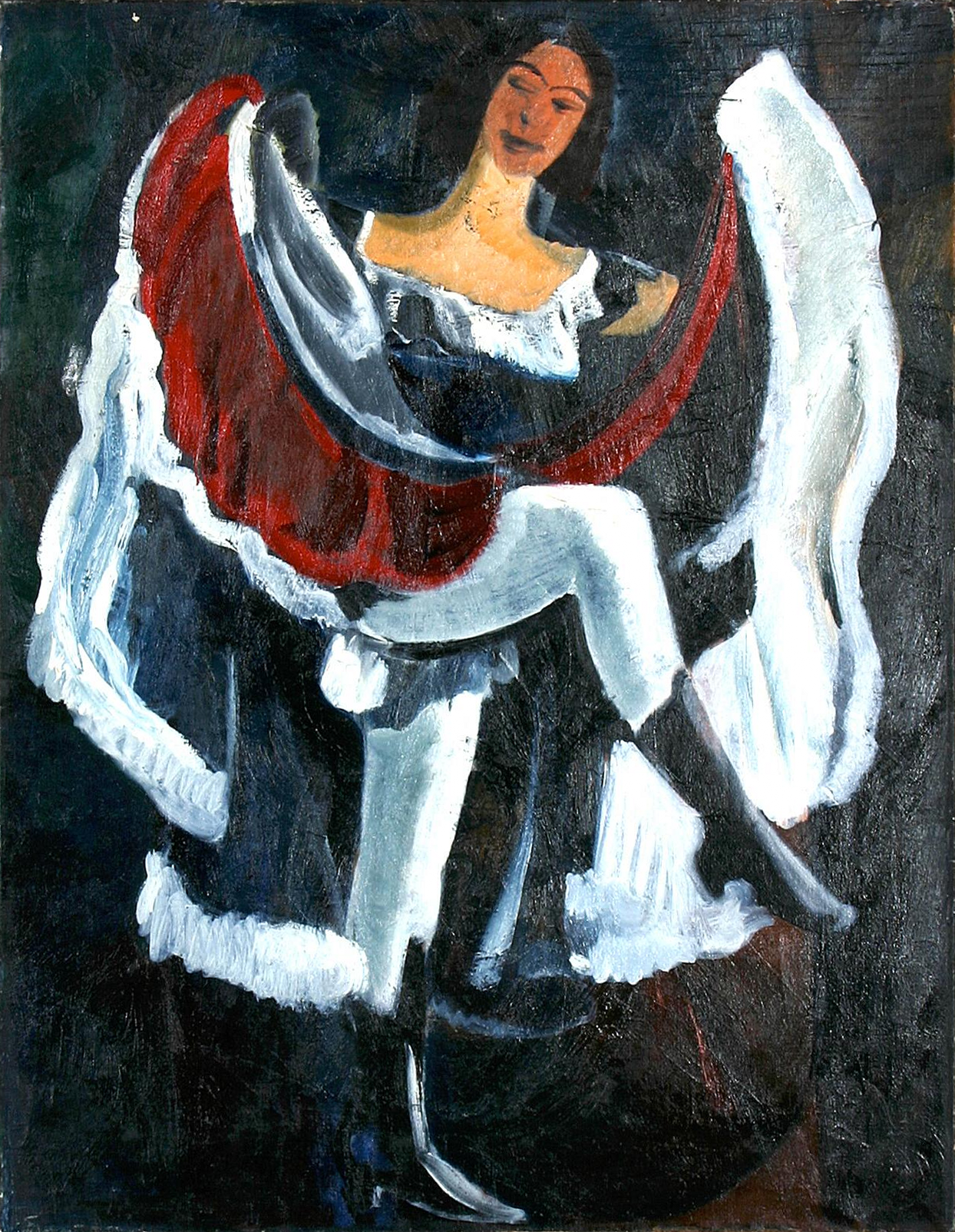
Russisches Mädchen, 1919
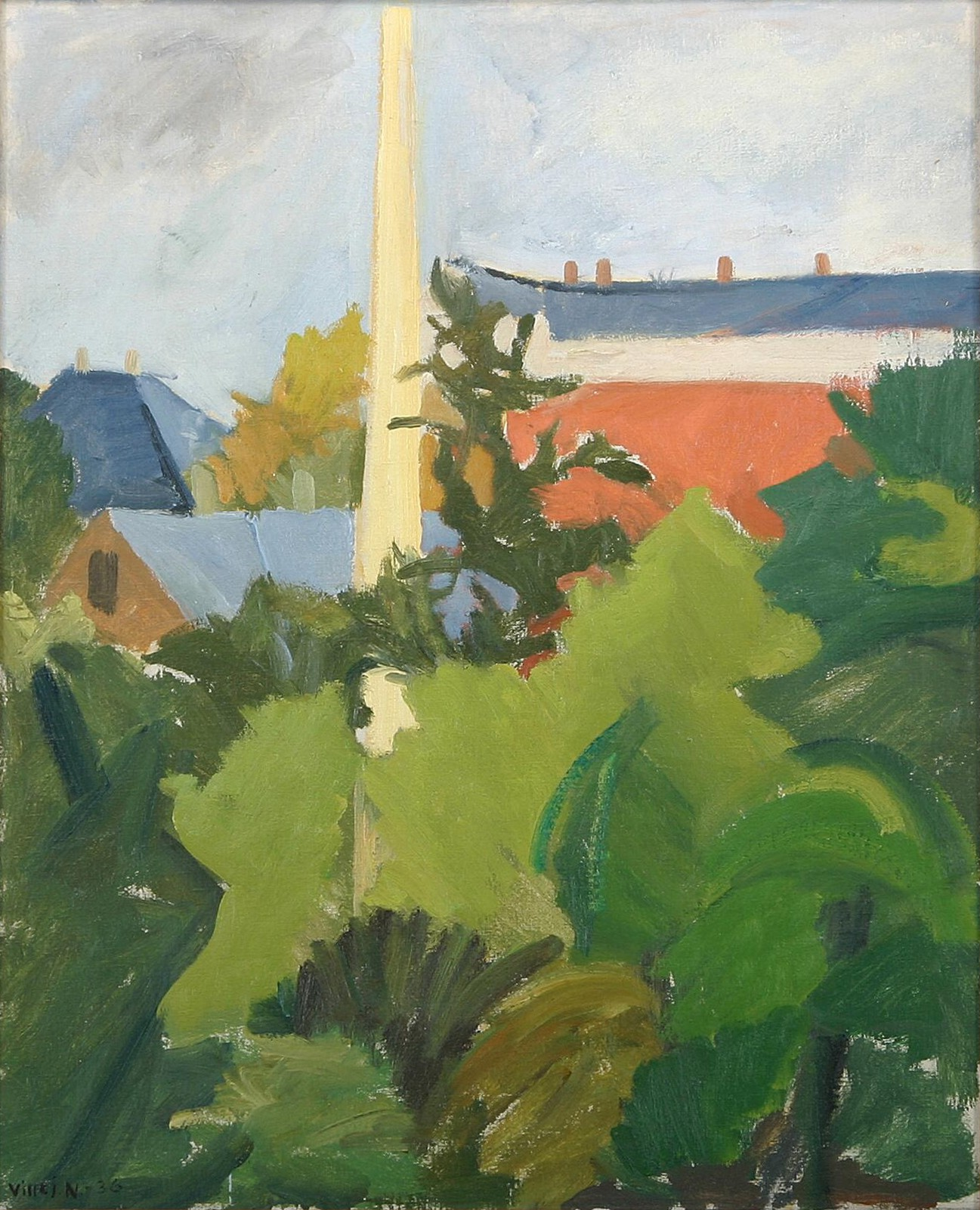
Gartenszene mit Gebäuden, 1936
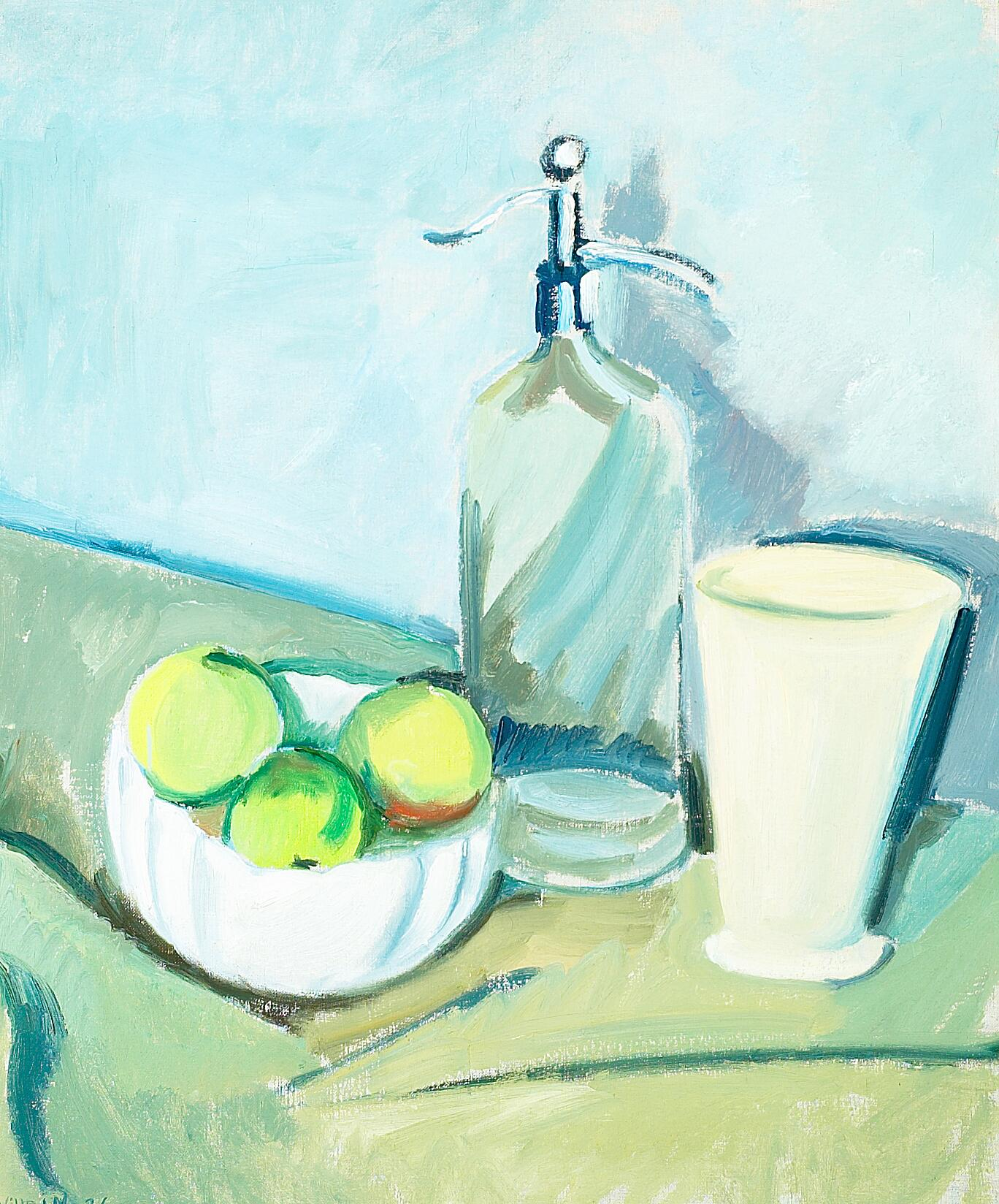
Stillleben auf einem Tisch, 1936
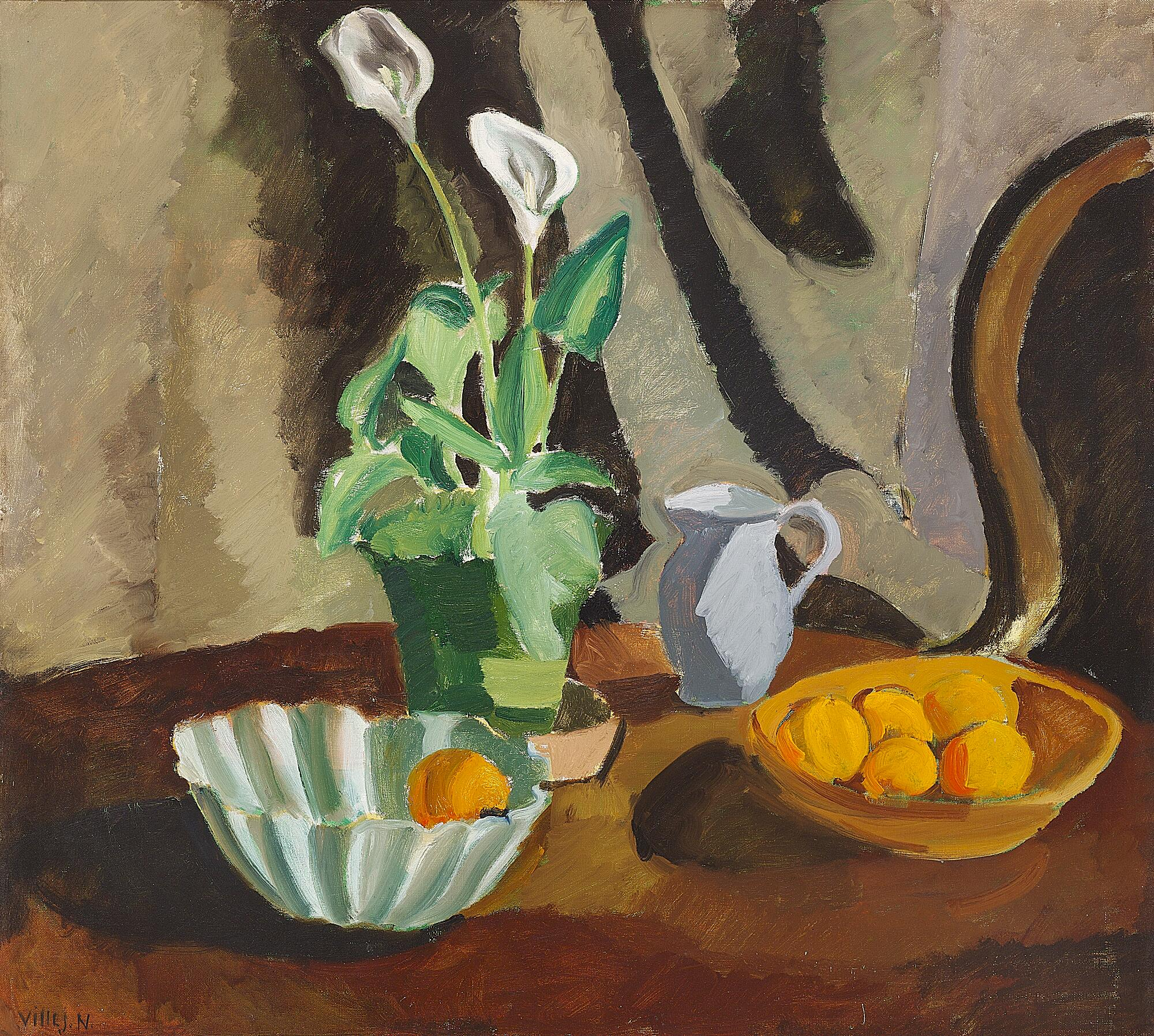
Stillleben mit Friedenslilien, Schalen und Orangen, um 1939
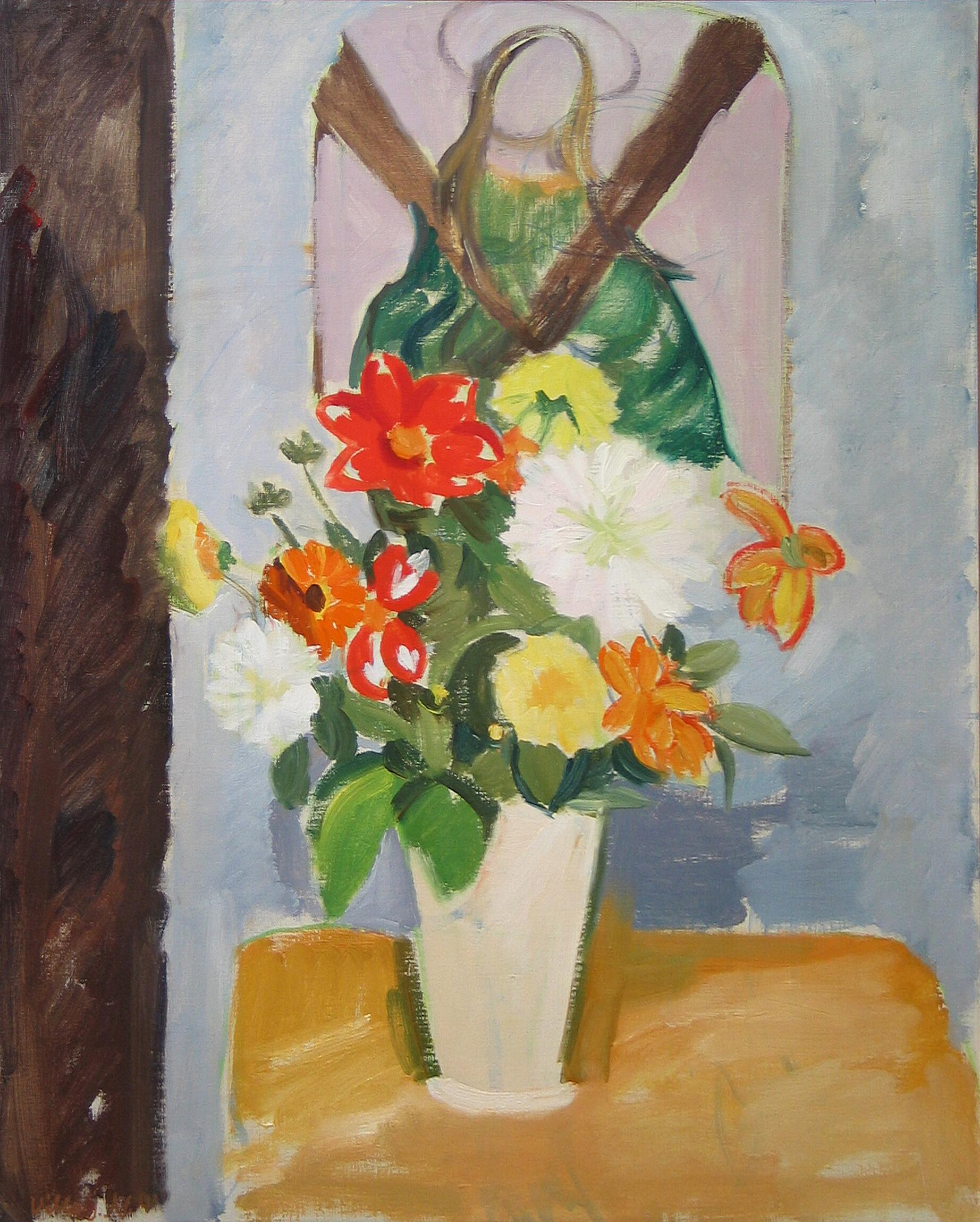
Stillleben mit Blumen und einem Heiligenbild, 1941
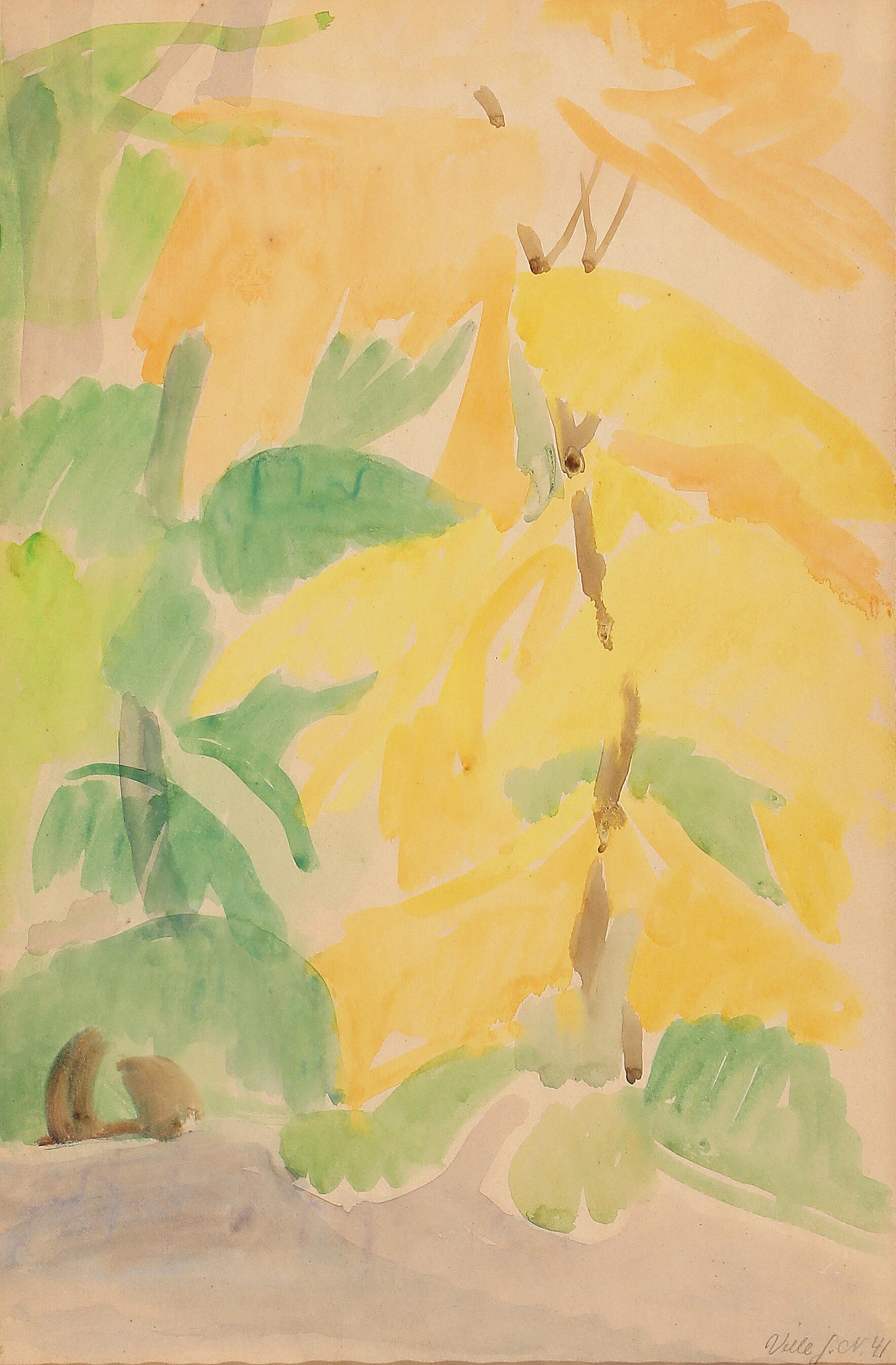
Wald, 1941
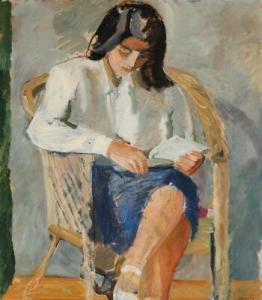
Lesendes Model, 1943
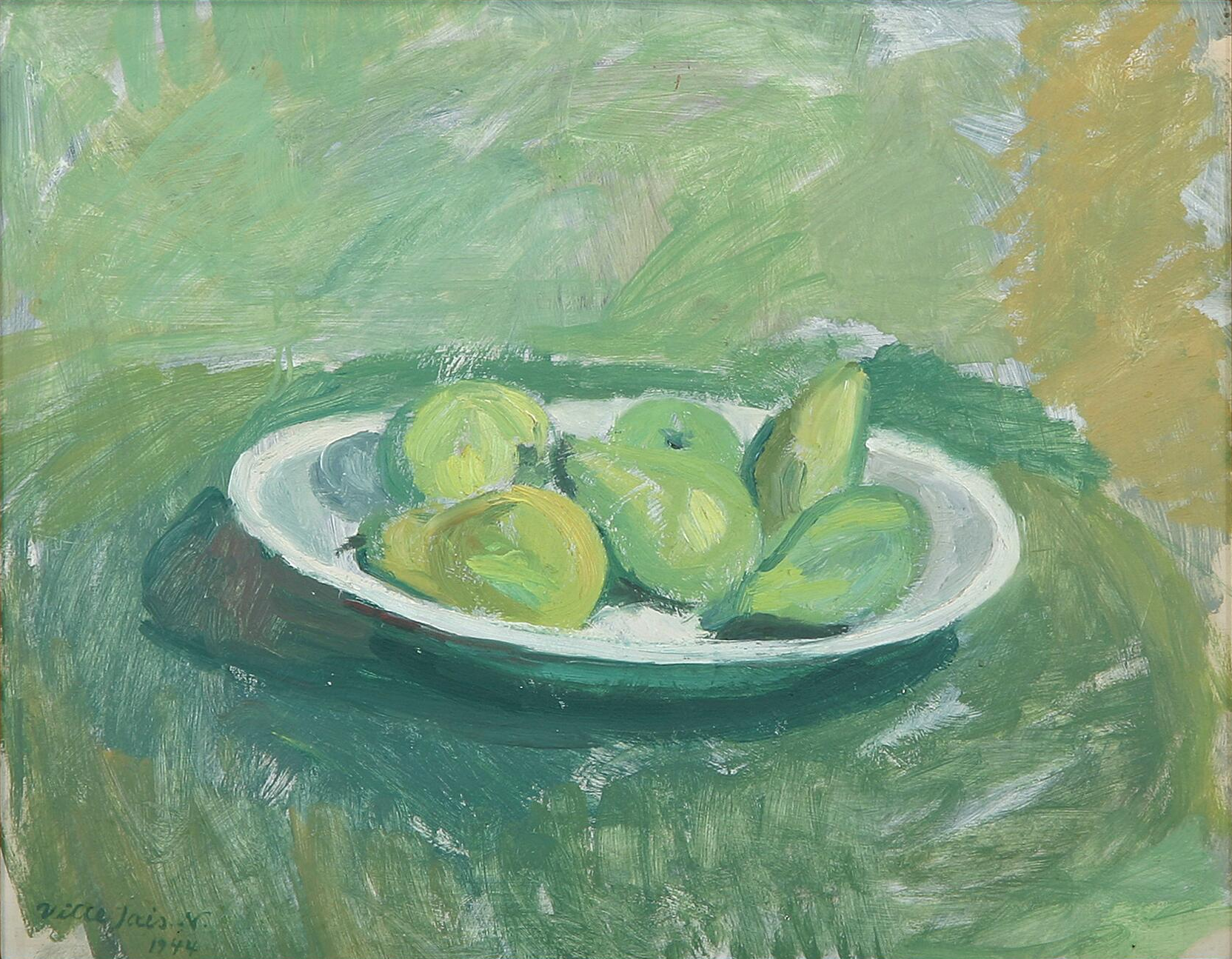
Stillleben mit Früchten, 1944
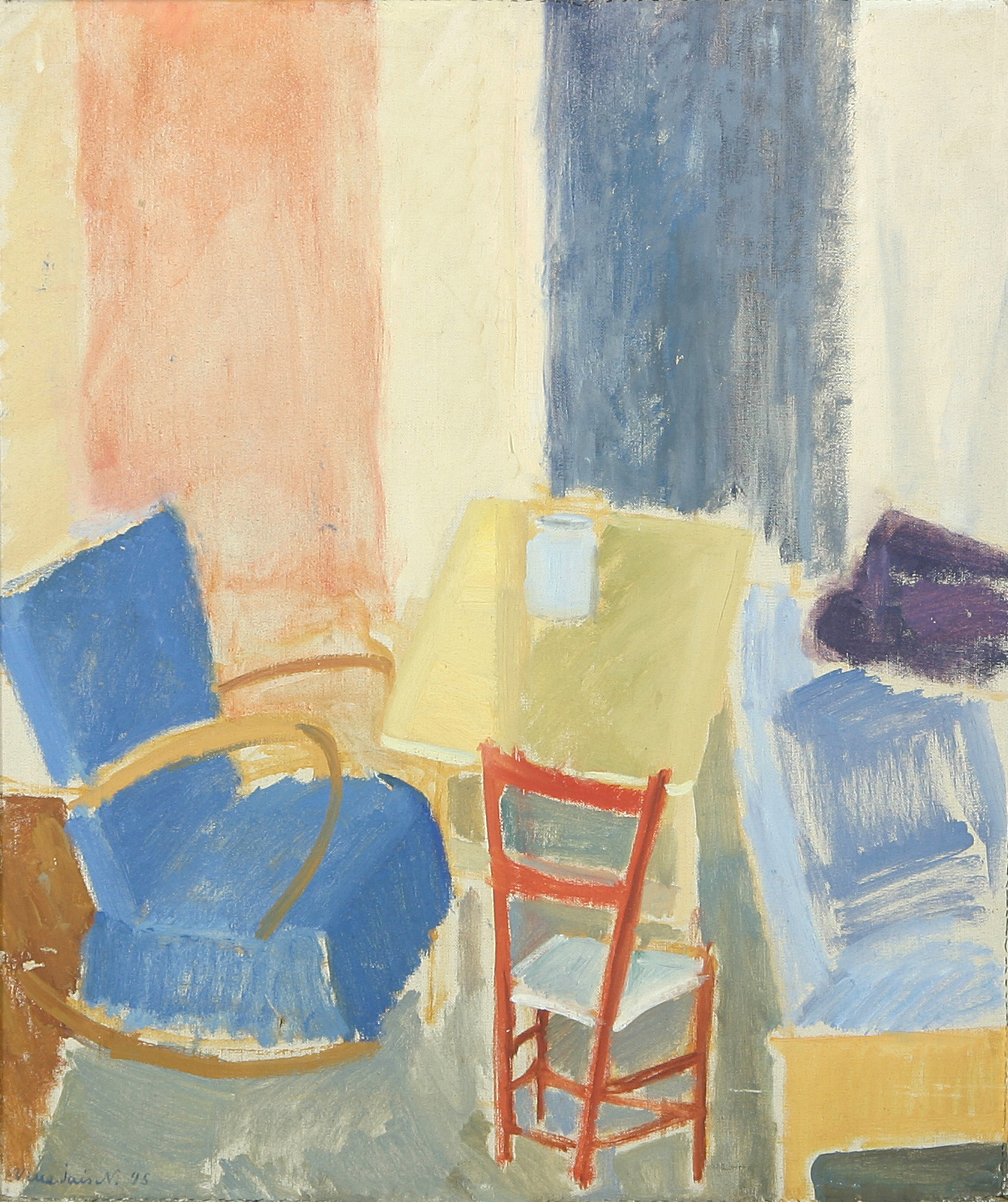
Interieur mit Stühlen an einem Tisch, 1945
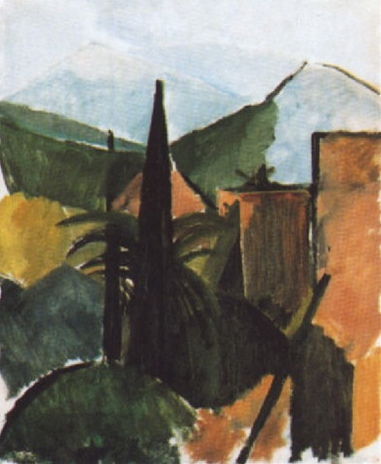
Vence, 1949
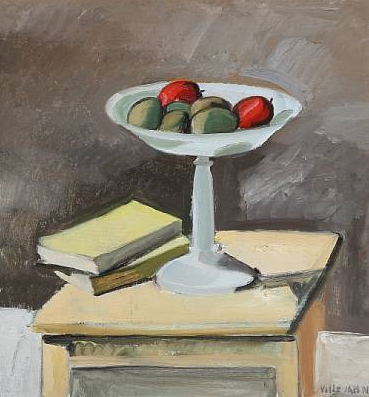
Nature morte, vor 1949
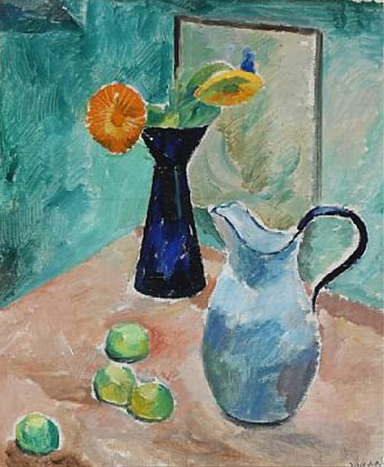
Stillleben mit blauem Krug, vor 1949
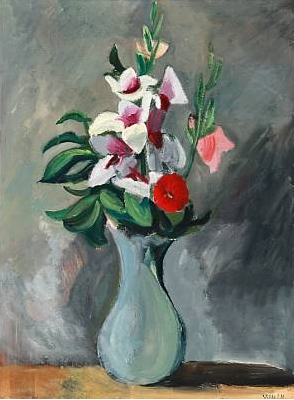
Stillleben mit Blumen, vor 1949
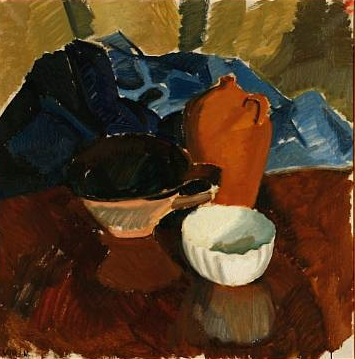
Stillleben mit Krug und Schale, vor 1949
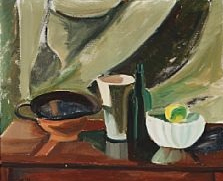
Stillleben, vor 1949
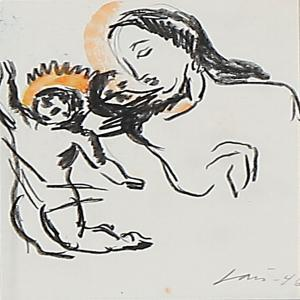
Zwei religiöse Kompositionen
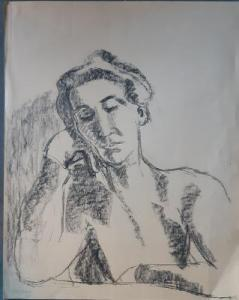
Frauenportrait

## Auszeichnungen
- 1945: Thorvald Bindesbøll Medal
- 1947: Eckersberg Medal